# 湯町深
湯町 深（ゆまち しん、7月23日 - ）は、日本の漫画家。大阪府出身。血液型はA型。
小学館の『Cheese!』2003年9月号増刊にて掲載された「恋の音色」でデビュー。以後、同誌の他に同じく小学館の『プチコミック』などでも執筆している。

## 作品
- スキはじまりのキス
- ラブリー・ベイベェ
- コイベタ!?
- 朝まで、もっと。（全2巻）
- キミと、ハジメテ
- Sweet Little Devil
- コイイロオモイ
- 恋になるまで
- 食べたい人
- 欲望感染
- 席替えゲーム
- あたためてからお召しあがりください
- その先、侵入禁止
- カレと私のあんなこと…
- 制服の微熱（全3巻）
- ケモノスイッチ（全3巻）
- ラブ×ラブゲーム（全2巻）
- なめて、かじって、ときどき愛でて（全15巻）
- 今日もハジメ先輩が好きすぎる（既刊3巻）

### オムニバス作品
- 最強コイバナ〜スイート&エロティック ベスト5〜
- ヤバ恋-いけない本能-